# Штадіон (станція метро)
48°12′38″ пн. ш. 16°25′13″ сх. д. / 48.2106° пн. ш. 16.4204° сх. д.
«Штадіон» (нім. Stadion, в перекладі — Стадіон) — станція Віденського метрополітену, розміщена на лінії U2 між станціями «Донаумарина» і «Кріау». Відкрита 10 травня 2008 року (до чемпіонату Європи з футболу 2008) у складі дільниці «Шоттен-ринг» — «Штадіон».
Розташована в 2-му районі Відня (Леопольдштадт), біля стадіону Ернста Гаппеля, від якого і отримала назву.